# Ізраїлович Абрам Ілліч
Абрам Ілліч Ізраїлович (нар. 13 листопада 1883, місто Москва, тепер Російська Федерація — розстріляний 26 листопада 1937, Москва) — радянський державний діяч, відповідальний секретар Кримського обласного комітету РКП(б).

## Біографія
Народився у єврейській родині. Здобув вищу освіту: закінчив медичний факультет Московського університету.
Член РСДРП(меншовиків) з 1903 по 1918 рік. Член РКП(б) з 1918 року.
З 1917 року — член Казанської революційно-слідчої комісії. З 1918 року — член Казанського губернського комітету РКП(б), голова надзвичайної революційної слідчої комісії у Казані, завідувач Казанського губернського відділу охорони здоров'я.
У жовтні 1918 — березні 1919 року — голова виконавчого комітету Казанської губернської ради. У березні — липні 1919 року — голова Казанського губернського революційного комітету.
У листопаді 1919 — 1920 року — голова Єкатеринбурзького губернського комітету РКП(б). З жовтня 1920 року — уповноважений із хлібозаготівель у Єкатеринбурзькій губернії, голова Єкатеринбурзької губернської продовольчої наради.
6 листопада 1921 — 24 жовтня 1922 — відповідальний секретар Кримського обласного комітету РКП(б).
Потім працював заступником завідувача організаційно-інструкторського відділу ЦК РКП(б); завідувачем організаційно-розподільного відділу Саратовського губернського комітету ВКП(б), заступником відповідального секретаря Саратовського губернського комітету ВКП(б).
У 1928—1929 роках — відповідальний секретар Саратовського окружного комітету ВКП(б) Нижньо-Волзької області.
У 1929 році — начальник Гірничо-паливної групи Народного комісаріату робітничо-селянської інспекції СРСР. Потім працював начальником управління Народного комісаріату фінансів РРФСР.
У 1930—1933 роках — заступник начальника Головного паливного управління Вищої ради народного господарства (ВРНГ) СРСР — Народного комісаріату важкої промисловості СРСР. Одночасно, у 1930—1932 роках — член Президії ВРНГ СРСР.
До травня 1937 року — начальник Головного управління газової промисловості Народного комісаріату важкої промисловості СРСР — член колегії Народного комісаріату важкої промисловості СРСР.
8 травня 1937 року заарештований органами НКВС. 25 листопада 1937 року засуджений до розстрілу, розстріляний і похований на Донському кладовищі Москви. Посмертно реабілітований 8 лютого 1956 року.